# Голицын, Николай Яковлевич
Князь Николай Яковлевич Голицын (1788—1850) — генерал-лейтенант, участник революционных и наполеоновских войн.

## Биография
Сын бригадира князя Якова Александровича Голицына (1753—1821) (линия «Алексеевичей») от брака его с графиней Натальей Николаевной Головиной (1765—1837). По отцу прямой потомок князя Бориса Голицына, воспитателя Петра I; по матери — племянник графа Н. Н. Головина. Владел родовой усадьбой Роща в Тарусском уезде Калужской области.
Службу начал эстандарт-юнкеров конной гвардии, откуда в 1807 году был произведён в корнеты. В 1806—1807 годах находился в Восточной Пруссии, где сражался с французами. Принимал участие в Отечественной войне 1812 года и в Заграничных походах русской армии (1813—1815).
В 1813 году произведен в ротмистры, в 1814 году был откомандирован в резерв; с 1817 года полковник, в 1825 году произведен в генерал-майоры. В 1828 году назначен командиром 2-й бригады 1-й Кирасирской Дивизии, с 1831 года — командующий 1-й кирасирской дивизией. Служил в Варшаве при великом князе Константине Павловиче. Принимал участие в подавление Польского восстания, где был контужен в ногу. По болезни 25 января 1836 года вышел в отставку с чином генерал-лейтенанта.
Князь Голицын жил с семьей в Москве в доме на Волхонке, соответственно своему званию и положению, где круг его друзей был довольно ограничен, сам он был домосед и в гости ни к кому почти не ездил. Лето обычно он проводил в своем родовом имении Роща, где содержал роскошную псовую охоту, доведенную им до редкого совершенства. Он не жалел на неё денег и тратил на содержание до 20 тысяч рублей в год.
По словам графа М. Д. Бутурлина, Голицын был «личностью оригинальной, добрейшего и большей прямоты души человека, как он, трудно было встретить; в житейских же своих привычках он был методичен и пунктуален до крайности».
Скончался в январе 1850 года от рожи, образовавшей на раненой его ноге. Похоронен в усыпальнице князей Голицыных (Михайловской церкви) в некрополе Донского монастыря.

## Семья

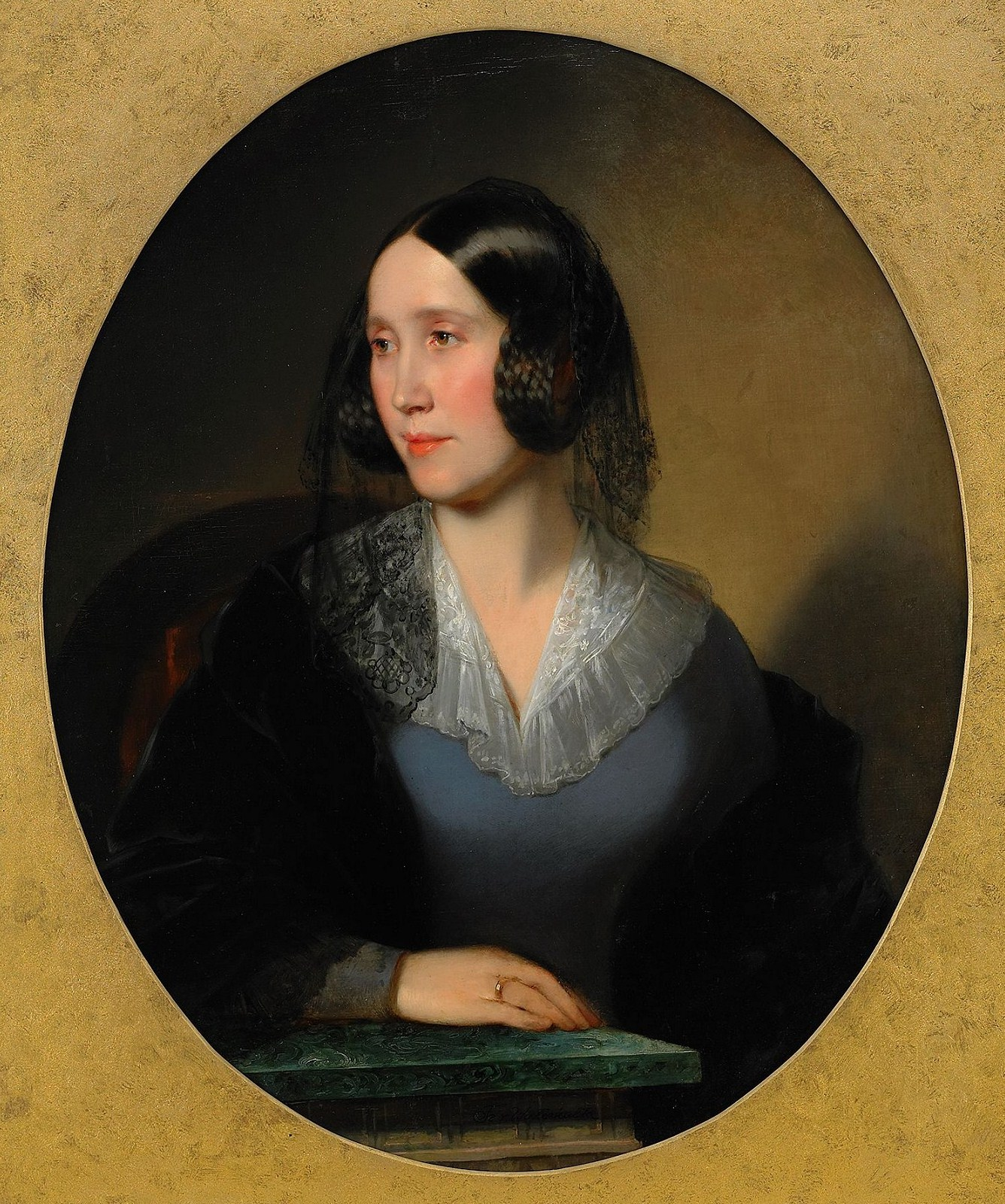
Вера Дмитриевна Голицына на портрете Ф. К. Винтерхальтера

Жена (с 5 июня 1829 года) — княжна Вера Дмитриевна Голицына (05.07.1806—07.04.1850), дочь статского советника князя Дмитрия Васильевича Голицына (1760—1813). Воспитывалась в Смольном институте, окончив который в 1824 году, жила в у своей родственницы Е. В. Апраксиной. Трагическая смерть княгини Голицыной в 1850 году вызвала много слухов и не совсем благоприятные толки в обществе. Будучи женщиной богомольной, она много занималась благотворительностью. В доме князя С. М. Голицына познакомилась с молодым и красивым послушником Донского монастыря Николаем Семеновичем Зыковым. Вскоре он сделался частым посетителем и её дома.
В марте 1850 года Зыков стал участником драки, в которую вмешалась полиция, и был уволен из монастыря. Боясь скандала, княгиня Голицына решила на время удалиться в свою деревню. В самый день отъезда она получила записку от Зыкова, с убедительной просьбой заехать к нему на квартиру, где оставшись с ним наедине, была зарезана им кинжалом в горло. Многие современники видели преступную связь в их частых встречах и были уверены, что Зыков старался склонить овдовевшую княгиню к браку и убил её в порыве ревности, получив отказ. Правда, не все думали так, граф Бутурлин был уверен, что если Вера Дмитриевна и «увлеклась Зыковым, то только платонически, духовно, а он же использовал её с практической точки и был психически болен». Зыков был обвинен в предумышленном убийстве и осужден к двадцати годам каторги и вечному поселению в Сибири. Княгиня Голицына была похоронена рядом с мужем в некрополе Донского монастыря. 
Сын:
- Александр Николаевич (11.04.1830[5]—03.03.1911[6]), родился в Петербурге, крещен 8 мая 1830 года в Симеоновской церкви при восприемстве князя С. Я. Голицына и княгини Н. П. Голицыной; библиофил, основатель Голицынской библиотеки, был известен в обществе под прозвищем «Флюс» из-за припухлой щеки, застуженной ещё в детстве; с 1850 года женат на Елизавете Александровне Чертковой (1829—1894), дочери А. Д. Черткова[7]. Умер от воспаления легких в Париже, похоронен в Москве.

Внуки и правнуки:
- Внук — Николай Александрович Голицын (1851—1911)
- Внук — Владимир  Александрович Голицын (1857—1923, Нови-Сад). Его жена (с 1884) — Анна Николаевна Ермолова (1856—1911). На 1917 год В.А.Голицын — тайный советник, депутат Московского дворянского собрания, почетный член Московского городского попечительства о бедных, почетный опекун Московского присутствия Опекунского совета, член правления и почетный опекун Московского дворянского института для девиц благородного звания, спонсор Мариинской больницы для бедных, член Императорского Московского общества воздухоплавания. После Октябрьской революции эмигрировал[8].
  - Правнук — Владимир Владимирович Голицын (1887—1974). Один из его сыновей — Кирилл Владимирович Голицын (1917, Москва — 2000, Нью-Йорк) был одним из директоров Толстовского фонда и работал от Фонда в Европе, где в Мюнхене организовал Центр по перемещению беженцев (Ди-Пи).  Внук — Владимир Кириллович Голицын.
- Внучка — Мария Александровна (1859, Москва—1835, Рига). В первом браке замужем за Федором Васильевичем Перфильевым, сыном московского губернатора В.С.Перфильева. Во втором — за Владимиром Дмитриевичем, бароном фон Шеппингом, сыном Д.О.Шеппинга. 
  - Правнуки: Дмитрий Федорович Перфильев (1881—?), офицер, участник Первой мировой войны; Вера Федоровна Перфильева, в замуж. Калачева (1882—?); Николай Федорович Перфильев (1894—?); Владимир Владимирович фон Шеппинг (1898–1947, Париж[9]), Михаил Владимирович фон Шеппинг (1899—?, после 1920 г. — в эмиграции).